# Чирай, Айтун
Айтун Чирай (тур. Aytun Çıra; род. 1957, Байындыр) — турецкий политик, с 25 октября 2017 года занимает генерального секретаря Хорошей партии. С 2011 года является членом парламента Турции, входил в состав республиканской народной и демократической партий.

## Биография
Родился в 1957 году в Байындыре. Окончил медицинский факультет Эгейского университета по специальности «внутренние болезни». Затем работал в министерстве здравоохранения, занимал пост советника премьер-министра. После этого перешёл в частный сектор, работал в компаниях «Petkim», «Erdemir» и «İsdemir». Представлял интересы Турции на переговорах о займе со Всемирным банком. Владеет французским языком.

### Политическая карьера
В 1995 году Чирай, входивший на тот момент в состав партии истинного пути, баллотировался в парламент от Измира. В первоначальном партийном списке кандидатов в парламент он находился на третьем месте, но затем по решению руководства партии был перенесён на пятое. По итогам выборов партия не набрала в Измире достаточно голосов для попадания Чирая в парламент.
В 1999 году Чирай также попытался баллотироваться в парламент. В первоначальном партийном списке он занимал первое место, но затем руководство партии приняло решение об исключении его из списка. После этого Чирай вышел из партии истинного пути и вступил в конкурирующую с ней партию Отечества. Он баллотировался от неё в парламент в 2002 году, но партия не смогла набрать минимально необходимые для попадания в парламент 10 % голосов.
В 2007 году Чирай вступил в демократическую партию, на партийном конгрессе он выдвинулся на пост председателя. Хотя Чирай считал себя одним из трёх наиболее вероятных победителей выборов, он снял свою кандидатуру. Позднее вступил в республиканскую народную партию.
В 2011 году Чирай был избран членом парламента от республиканской народной партии. Переизбирался в июне и ноябре 2015 года. В октябре 2017 года объявил о выходе из партии, заявив, что оппозиционные партии не заинтересованы в решении проблем, с которыми приходиться сталкиваться избирателям
.
Чирай заявил, что он войдёт в состав созданной незадолго до этого Мераль Акшенер «Хорошей партии» и попытается «найти решение народных проблем». После вступления в «хорошую партию» Чирай был назначен её первым генеральным секретарём.